# Paul Rivet
Pour les articles homonymes, voir Rivet (homonymie).
Paul Rivet, né le 7 mai 1876 à Wasigny et mort à Paris le 21 mars 1958, est un médecin et ethnologue français. Il est à l'origine de la création du musée de l'Homme. Antifasciste, il participe à partir de 1940 à la création de la Résistance intérieure française.
Il est le frère d'Eugène-Léon Rivet et l’oncle de Paul Milliez.

## Ethnologie américaniste

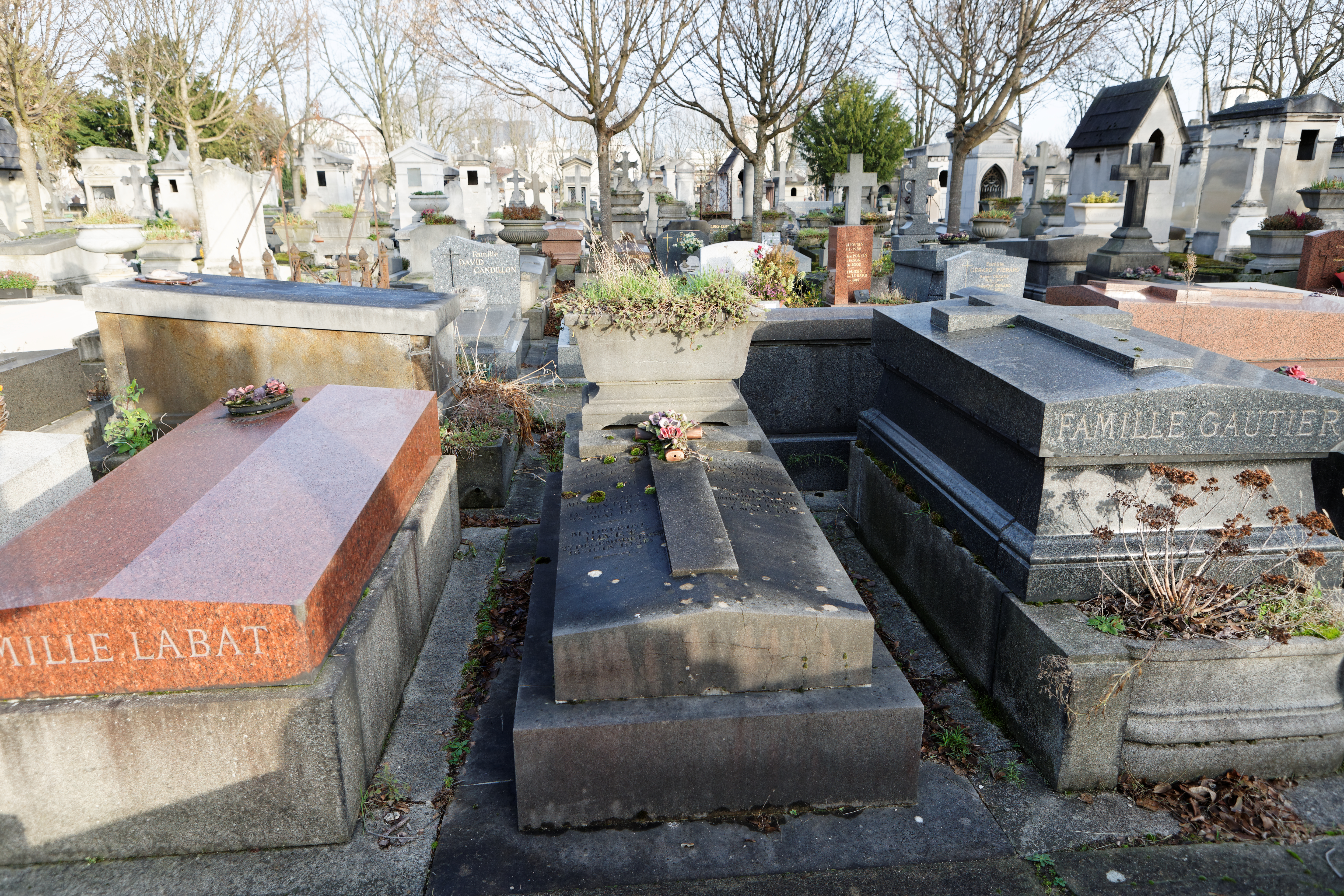
Tombe au cimetière du Père-Lachaise.

Paul Rivet entreprend ses études supérieures à l’École du service de santé militaire de Lyon, d'où en 1897 il sort docteur en médecine.
En 1901, on lui offre d'accompagner en tant que médecin, la Mission géodésique française, qui se rend en Équateur pour y reprendre avec des méthodes plus rigoureuses et des instruments plus précis, les travaux menés de 1735 à 1745, par La Condamine, Louis Godin et Pierre Bouguer pour mesurer un arc de méridien à un degré de proximité de l'équateur. À la fin de cette mission, il reste en Amérique du Sud pendant six ans, observant les habitants des vallées interandines. Il participe alors au Service des œuvres françaises à l’étranger. 
À son retour à Paris, engagé comme assistant au muséum national d'histoire naturelle, Paul Rivet met de l'ordre dans ses observations sud-américaines. Ses notes sont publiées conjointement à celles de René Verneau, alors directeur du musée, en deux parties, entre 1912 et 1922, sous le titre Ethnographie ancienne de l'Équateur. 
En 1926, Paul Rivet participe à la fondation de l'Institut d'ethnologie de l'université de Paris et en devient secrétaire-général avec Marcel Mauss, puis l'un des premiers professeurs. En 1928, il succède à René Verneau à la direction du musée d'ethnographie du Trocadéro (MET), rattaché au muséum national d'histoire naturelle, qu'il entreprend de réorganiser, avec l'aide de Georges Henri Rivière. En 1937, le MET devient le musée de l'Homme et s'installe dans le palais de Chaillot, élevé à l'occasion de l'exposition internationale de Paris. 
Il publie en 1936 le premier fac-similé de la chronique de Guaman Poma, El primer nueva corónica y buen gobierno (1615), bien que retouchant de manière importante celle-ci. Dans sa théorie, Paul Rivet affirme non seulement que l'Asie est le berceau de l'homme américain, mais aussi que des migrations se sont produites depuis l'Australie 6 000 ans auparavant, et depuis la Mélanésie un peu plus tard. Son ouvrage, Les Origines de l'Homme américain, publié en 1943, contient des arguments linguistiques et anthropologiques qui tendent à prouver sa thèse de la migration. 
De retour à Paris en 1945, il renoue avec le musée et l'enseignement, tout en poursuivant ses investigations sur l'Amérique du Sud. Ses travaux linguistiques apportent des éléments nouveaux sur les langues aymara et quechua. Paul Rivet conserve des attaches affectives en Équateur, par son mariage en 1923 avec Mercedes Andrade Chiriboga (1877-1973), dame de la haute société équatorienne qu'il rencontre à Cuenca et qu'il emmène avec lui à Paris en 1906.
Son attachement à l'Amérique latine le pousse à multiplier à Paris des institutions comme la Maison de l'Amérique latine et l'Institut français des Hautes études brésiliennes, qu'il fonde avec Paul Duarte. Enfin, en 1954, s'ouvre à la Sorbonne, avec son concours, l'Institut des hautes études d'Amérique latine où il multiplie les conférences.
Il meurt en 1958 à la suite d'une longue maladie. Il est inhumé au cimetière du Père-Lachaise (95e division).

## Engagements et Résistance
Paul Rivet prend aussi des responsabilités publiques. Il est l'un des fondateurs et le président du Comité de vigilance des intellectuels antifascistes le 5 mars 1934. En 1935, lors des élections municipales à Paris, les partis de gauche le choisissent après le premier tour pour être leur candidat contre le conseiller sortant Georges Lebecq, président de l'Union nationale des combattants et figure du 6 février 1934. Il est élu le 12 mai 1935 conseiller municipal de Paris au second tour,.

### Résistance
En juin 1940, il placarde à l'entrée du musée de l'Homme le poème de Rudyard Kipling, Si (1910), en signe de protestation contre l'armistice signé avec les troupes d'occupation. Il adresse le 14 juillet 1940 une lettre ouverte au maréchal Philippe Pétain, où il écrit : « Monsieur le Maréchal, le pays n'est pas avec vous, la France n'est plus avec vous ».
Relevé de ses fonctions par le gouvernement de Vichy à l'automne 1940, il adhère au groupe de résistance connu sous le nom de « réseau du musée de l'Homme ». 
Recherché par la Gestapo, il fuit et parvient en février 1941 à gagner un pays ami, la Colombie, où le président Eduardo Santos l'accueille. Il participe à la fondation de l'Institut d'ethnologie colombien et à la création d'un musée à Bogota.
En 1943, il est attaché culturel de la France combattante pour l'Amérique latine, à Mexico. Il parvient à y rédiger et à publier à Montréal un livre qu'il porte en lui depuis longtemps : Les origines de l'homme américain.

### Député après la Libération
Paul Rivet est élu député socialiste (SFIO) à la Libération. Il est favorable à des négociations avec Hô Chi Minh pour conserver l'Indochine dans l'Union française et démissionne de la conférence de Fontainebleau (juillet 1946), comprenant que le gouvernement français n'est pas prêt à négocier. Il a des désaccords avec son parti, notamment sur la question coloniale. Il lui reproche de ne pas dénoncer la politique de répression et de torture menée par l’État français en Indochine ou à Madagascar. En mars 1948, il démissionne du groupe parlementaire socialiste pour protester contre son refus de considérer la proposition qu’il a formulée de lever les poursuites engagées contre les députés malgaches, accusés à tort d’être responsables de l’insurrection malgache de 1947. Il est exclu en janvier 1949 de la SFIO et rejoint l'Union progressiste, neutraliste en matière de politique étrangère dans le contexte de la guerre froide. 
Candidat neutraliste, il est battu aux élections législatives de juin 1951 et renonce alors à la politique active. Il quitte l'Union progressiste quand elle refuse de voter l'investiture de Pierre Mendès France en juin 1954. 
Il va alors se préoccuper de l'avenir de l'Algérie et condamner le combat mené par le Front de libération nationale (FLN), semblant s'éloigner de ses prises de position antérieures, ce qui étonne ses amis d'extrême gauche. Il signe le 21 avril 1956, dans Le Monde, « L'Appel pour le salut et le renouveau de l'Algérie française », lancé notamment par son ami Jacques Soustelle. Un appel qui s'oppose à un « impérialisme théocratique, fanatique et raciste : celui du panarabisme, qui menace autant nos amis du Maroc et de Tunisie que nos frères d'Algérie », qui considère que le « déploiement de la force française est juste pour protéger les uns et les autres contre la terreur », qui appelle à la « pacification des cœurs » et à « de larges réformes économiques, sociales et politiques » en Algérie,. Il explique sa position dans le journal Combat, se disant convaincu que le combat légitime de libération s'est transformé en un « mouvement nationaliste, religieux et raciste », ce qu'il déteste, reprenant à son compte l'argumentation gouvernementale,. Il considère que l'inéluctable indépendance algérienne ne pourra être que progressive. À la demande de Guy Mollet, il ira défendre les positions françaises sur l'Algérie devant l'ONU et dans les pays d'Amérique du Sud. 
Il est également membre de la Ligue française pour la défense des droits de l'homme et du citoyen, son vice-président durant dix ans, de 1947 à 1957, président du Conseil supérieur de la radiodiffusion et de la Commission française pour l'UNESCO.

### Orientation bibliographique
- Christine Laurière, Paul Rivet : le savant et le politique, Paris, Publications scientifiques du Muséum national d'histoire naturelle, 2008, 723 p. (coll. Archives 12)  (ISBN 978-2-85653-615-5).
- André Delpuech, Christine Laurière et Carine Peltier-Caroff, Les Années folles de l’ethnographie. Trocadéro 28-37, Paris, Muséum national d'Histoire naturelle, 2017, 1007 p.  (ISBN 978-2-85653-807-4).